# Kuttsukiboshi
Kuttsukiboshi (яп. ガールフレンズ, укр. Зірки, сяючі разом) — двосерійне OVA сценариста і режисера Наоі Ісікава, музику до якого написав Сюнсуке Моріта. Перший OVA, офіційний реліз якого відбувся 16 серпня 2010, вперше був представлений на 78 стенді ярмарки Комікет того ж року. Вихід другої частини аніме запланований на 11 травня 2012 року.

## Сюжет
1 частинаКііко Кавакамі — дівчина, що володіє здатністю до телекінезу, про що знає тільки її однокласниця Аая Сайто, яка, до того ж, закохана в неї. У них розвиваються романтичні відносини. Але одного разу зайшовши до хати подруги, Кііко знаходить її займаючись сексом зі старшим братом.
2 частинаАаї повідомляють, що її брат помер. Кііко знаходиться на кілька днів в полоні Ааї, де остання намагається її домагатися. На розпитування про те, що трапилося Аая не відповідає, а пізніше, не прийшовши до школи, заявляє Кііко, що летить. Після їх останнього заняття любов'ю Кііко читає спогади Ааї. Виявляється, у її брата виявили пухлину, що навряд чи можна виправити. Він просить сестру вступити з ним в інтимний зв'язок, на що вона погоджується, аби якось йому допомогти. Потім Кііко прокидається в порожній квартирі і читає останнє смс від коханої — та просить закрити двері. Аая стискає роз'єднану зірочку в туалеті літака. Здібності Кііко досягають апогею — в почуттях вона змушує рухатися всі предмети навколо неї, а потім переміщується до туалету літака, падаючи на Ааю. Вони з'ясовують стосунки, а потім зізнаються один одному в коханні, потім опиняючись за бортом літака, а потім падають в море. Випливши на берег, вони виявляють, що втратили зірочки. Аая визнається, що замовила їх через Інтернет (в цей час показана сторінка замовлення — написано, що той, хто їх роз'єднає, з'явитися в світі своєї мрії). Вони дивляться на небо і розуміють, що вони в іншому світі. Кііко каже, що заглянула в майбутнє, де вони з Ааєю завжди будуть разом.

## Персонажі
- Кііко Кавакамі (яп. 川上紀衣子, Кавакамі Кііко:)

Сейю — Асамі Імаі: Чорнява однокласниця і подруга Ааї Сайто, в яку закохана, але не наважується сказати про це. Після аварії вона отримала деякі містичні здібності, в тому числі телекінез.
- Аая Сайто (яп. 斉藤亜綾, Сайто: Аая:)

Сейю — Міку Іссікі: Світловолоса дівчина. Однокласниця і подруга Кііко, любляча проводити «експерименти» з її силами, і таємно закохана в неї. Проживає зі своїм братом, з яким у дівчини склалися інтимні стосунки.
- Кота Сайто (яп. 斉藤 康太, Сайто: Ко:та)

Сейю — Наокі Косіда: Старший брат Ааї, що має з нею статевий зв'язок. У житті ж він відомий піаніст.